# Gazeta.Ru

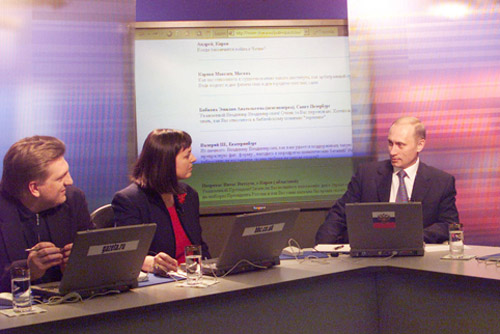
普京於2001年3月與BBC記者布里奇特·肯德爾（中）及俄羅斯日報總編輯弗拉迪斯拉夫·根納季維奇·波羅杜林（左）舉行在線新聞發布會。

Gazeta.Ru（俄語：Газета.Ru），也译《报纸报》，是一家俄羅斯的新聞網站，總部設在莫斯科，由藍巴勒公司（Rambler&C）擁有。俄羅斯日報的報導内容涵蓋了政治、商業、娛樂、科技、生活方式，以及文化與體育等各方面。俄羅斯日報也是最受歡迎的俄語新聞來源之一，每日超過一百萬的讀者造訪。

## 歷年主編
- 安東·諾西克（俄语：Носик, Антон Борисович）（gazeta.lenta.ru）－從1999年2月開始至9月
- 弗拉迪斯拉夫·根納季維奇·波羅杜林（俄语：Бородулин, Владислав Геннадьевич）－從1999年9月到2005年7月
- Aleksandr Pisarev－從2005年7月到2006年3月
- 米哈伊爾·阿納托利耶維奇·米哈伊林（俄语：Михайлин, Михаил Анатольевич）－從2006年1月到2010年7月
- Mikhail Kotov－從2010年7月到2013年3月
- Svetlana Lolaeva－從2013年3月到9月[4]
- Svetlana Babaeva－從2013年9月到2016年7月
- 奧爾加·瓦列列夫納·阿列克謝娃（俄语：Алексеева, Ольга Валерьевна）－從2016年7月到2019年10月
- 謝爾蓋·雷布卡（Сергей Рыбка）－從2019年10月至今

## 外部連結
- «Газета.Ru» （俄文）
- Аккаунт «Газеты.Ru»（页面存档备份，存于） в сети «Инстаграм» （俄文）